# السكارة (الجعيدات)
السكارة هي إحدى مشيخات المملكة المغربية، تتبع جغرافيا لإقليم الرحامنة وإداريًا لالجعيدات. يقدر عدد سكانها بـ 9183 نسمة حسب الإحصاء الرسمي للسكان والسكنى لسنة 2004.